# Josef Vojta
Josef Vojta (19. dubna 1935, Plzeň – 6. března 2023) byl český fotbalista, československý reprezentant, držitel bronzové medaile z Mistrovství Evropy ve fotbale 1960 a stříbrné medaile z Letních olympijských her 1964.

## Fotbalová kariéra
Svojí fotbalovou kariéru začal v mládežnických kategoriích ZSJ Armaturka Ústí nad Labem. V roce 1956 narukoval do druholigové RH Brno, které pomohl 9 brankami k postupu do nejvyšší soutěže. Ve svém premiérovém prvoligovém ročníku 1957/58 zasáhl do 22 utkání, skóroval jednou. V následující sezoně 1958/59 hrál nejvyšší soutěž za Spartak Ústí nad Labem. Po ústeckém sestupu na jaře 1959 přestoupil do Sparty Praha, kde hrál od roku 1959 až 1967. Patří k legendám klubu, neboť byl pilířem mužstva, kterému pomohl k opakovanému udržení na začátku 60. let v Československé fotbalové lize a k zisku dvou mistrovských v letech 1965 a 1967. Se Spartou byl dvakrát rovněž ve čtvrtfinále Poháru mistrů evropských zemí, získal s ní jednou Československý pohár (1964) a roku 1964 byl taktéž u vítězství Sparty ve Středoevropském poháru. Za letenský tým odehrál celkem 351 zápasů a vstřelil 77 gólů. V Poháru mistrů evropských zemí nastoupil v 7 utkáních, v Poháru vítězů pohárů ve 2 utkáních a v Poháru UEFA také ve 2 utkáních.
Za československou reprezentaci odehrál 7 utkání, na památné mistrovství světa v Chile roku 1962 se ovšem kvůli veliké konkurenci nepodíval. Na Letních olympijských hrách 1964 vstřelil 3 branky, které pomohly československé reprezentaci k zisku stříbrných medailí, když je až ve finále zastavilo Maďarsko, které vyhrálo 2:1.
Josef Vojta byl proslulý svou univerzálností, protože dovedl hrát na všech postech od útoku až po obranu, a také svou tvrdostí. Například v anketě časopisu Kopaná byl svého času vyhlášen jako nejtvrdší hráč ligy – nikdy však nebyl zákeřný. Po odchodu ze Sparty Praha hrál za FK Chomutov, Meteor Praha a Mělník. Po těchto působeních ukončil na konci 70. let profesionální fotbalovou kariéru, ovšem za starou gardu AC Sparta Praha hrál až do roku 2010. V sezóně 2009/10 byl zvolen sparťanskými fanoušky společně s Ivanem Haškem do Dvorany slávy AC Sparta Praha v kategorii hráč.

## Ocenění
Zastupitelstvo ÚMČ Praha 8 udělilo na svém zasedání dne 27. června 2018 čestné občanství Prahy 8.  Archivováno 28. 1. 2024 na Wayback Machine.
V roce 2018 obdržel též ocenění Sportovní legenda Prahy 8. 

## Ligová bilance
| Ročník                                   | Zápasy | Góly | Klub                   |
| ---------------------------------------- | ------ | ---- | ---------------------- |
| 1. československá fotbalová liga 1956    | 1      | 0    | ČH Bratislava          |
| 1. československá fotbalová liga 1957/58 | 22     | 1    | TJ Rudá hvězda Brno    |
| 1. československá fotbalová liga 1958/59 | 26     | 4    | Spartak Ústí nad Labem |
| 1. československá fotbalová liga 1959/60 | 12     | 4    | Spartak Praha Sokolovo |
| 1. československá fotbalová liga 1960/61 | 15     | 2    | Spartak Praha Sokolovo |
| 1. československá fotbalová liga 1961/62 | 12     | 7    | Spartak Praha Sokolovo |
| 1. československá fotbalová liga 1962/63 | 20     | 2    | Spartak Praha Sokolovo |
| 1. československá fotbalová liga 1963/64 | 16     | 1    | Spartak Praha Sokolovo |
| 1. československá fotbalová liga 1964/65 | 16     | 1    | Sparta Praha           |
| 1. československá fotbalová liga 1965/66 | 22     | 0    | Sparta Praha           |
| 1. československá fotbalová liga 1966/67 | 24     | 1    | Sparta Praha           |
| 1. československá fotbalová liga 1967/68 | 10     | 0    | Sparta Praha           |
| CELKEM 1. liga                           | 196    | 24   |                        |